# جاحز (عمد)

تعديل مصدري - تعديل

جاحز هي إحدى قرى  بمديرية عمد التابعة لمحافظة حضرموت، بلغ تعداد سكانها 557 نسمة حسب تعداد اليمن لعام 2004.